# Intersport Heilbronn Open 1995
L'Intersport Heilbronn Open 1995 è stato un torneo di tennis facente parte della categoria ATP Challenger Series nell'ambito dell'ATP Challenger Series 1995. Il torneo si è giocato a Heilbronn in Germania dal 23 al 29 gennaio 1995 su campi in sintetico indoor.

## Vincitori

### Singolare
David Rikl ha battuto in finale  Frederik Fetterlein con il punteggio di 7–5, 6–3

### Doppio
Saša Hiršzon /  Goran Ivanišević hanno battuto in finale  Martin Sinner /  Joost Winnink con il punteggio di 6–4, 6–4